# Kevin Hervey
Kevin Hervey (New Braunfels, 9 luglio 1996) è un cestista statunitense.

## Carriera
È stato selezionato dagli Oklahoma City Thunder al secondo giro del Draft NBA 2018 (57ª scelta assoluta).

## Statistiche

### NCAA
| Anno      | Squadra       | PG  | PT | MP   | TC%  | 3P%  | TL%  | RP  | AP  | PRP | SP  | PP   |
| --------- | ------------- | --- | -- | ---- | ---- | ---- | ---- | --- | --- | --- | --- | ---- |
| 2014-2015 | UTA Mavericks | 31  | 15 | 21,7 | 36,8 | 25,9 | 71,4 | 6,0 | 0,7 | 0,6 | 0,3 | 7,1  |
| 2015-2016 | UTA Mavericks | 16  | 16 | 29,8 | 45,3 | 32,3 | 75,7 | 9,8 | 2,9 | 0,7 | 0,8 | 18,1 |
| 2016-2017 | UTA Mavericks | 35  | 28 | 27,8 | 45,9 | 34,3 | 75,3 | 8,5 | 2,1 | 1,2 | 0,4 | 17,1 |
| 2017-2018 | UTA Mavericks | 33  | 25 | 32,2 | 44,6 | 33,9 | 80,7 | 8,5 | 2,2 | 1,2 | 0,6 | 20,5 |
| Carriera  | Carriera      | 115 | 84 | 27,7 | 44,0 | 32,4 | 76,8 | 8,0 | 1,9 | 1,0 | 0,5 | 15,5 |

#### Massimi in carriera
- Massimo di punti: 34 vs Louisiana-Lafayette (4 marzo 2017)[1]
- Massimo di rimbalzi: 16 vs Texas-Rio Grande Valley (16 dicembre 2017)
- Massimo di assist: 7 vs North Texas (3 dicembre 2015)
- Massimo di palle rubate: 5 vs Texas State-San Marcos (2 marzo 2018)
- Massimo di stoppate: 3 (5 volte)
- Massimo di minuti giocati: 42 vs Texas State-San Marcos (10 febbraio 2018)

### NBA

#### Regular Season
| Anno      | Squadra          | PG | PT | MP  | TC%  | 3P%  | TL% | RP  | AP  | PRP | SP  | PP  |
| --------- | ---------------- | -- | -- | --- | ---- | ---- | --- | --- | --- | --- | --- | --- |
| 2019-2020 | Oklahoma Thunder | 10 | 0  | 5,2 | 25,9 | 15,0 | -   | 1,2 | 0,5 | 0,1 | 0,1 | 1,7 |

#### Massimi in carriera
- Massimo di punti: 8 vs Phoenix Suns (10 agosto 2020)[2]
- Massimo di rimbalzi: 4 (2 volte)
- Massimo di assist: 3 vs Phoenix Suns (10 agosto 2020)
- Massimo di palle rubate: 1 vs Memphis Grizzlies (7 agosto 2020)
- Massimo di stoppate: 1 vs Phoenix Suns (10 agosto 2020)
- Massimo di minuti giocati: 12 vs Phoenix Suns (10 agosto 2020)

### G League
| Anno      | Squadra       | PG | PT | MP   | TC%  | 3P%  | TL%  | RP  | AP  | PRP | SP  | PP   |
| --------- | ------------- | -- | -- | ---- | ---- | ---- | ---- | --- | --- | --- | --- | ---- |
| 2018-2019 | Oklahoma Blue | 32 | 15 | 22,7 | 44,4 | 31,5 | 66,7 | 6,7 | 1,6 | 1,3 | 1,4 | 11,0 |
| 2019-2020 | Oklahoma Blue | 27 | 19 | 25,6 | 37,5 | 26,6 | 58,8 | 7,4 | 2,6 | 1,4 | 0,7 | 12,0 |
| Carriera  | Carriera      | 59 | 34 | 24,0 | 40,8 | 29,0 | 63,4 | 7,0 | 2,0 | 1,3 | 1,1 | 11,5 |

## Palmarès
- Supercoppa italiana: 1

Virtus Bologna: 2021
- Eurocup: 1

Virtus Bologna: 2021-22